# Govālān
Govālān (persiska: گوالان, گوگَلان) är en ort i Iran.   Den ligger i provinsen Zanjan, i den nordvästra delen av landet, 400 km väster om huvudstaden Teheran. Govālān ligger 1 147 meter över havet och antalet invånare är 336.
Terrängen runt Govālān är lite kuperad.Runt Govālān är det ganska glesbefolkat, med 47 invånare per kvadratkilometer. Närmaste större samhälle är Gomeshābād, 18,8 km sydost om Govālān. Trakten runt Govālān består i huvudsak av gräsmarker.